# Acetato de metila
Acetato de metilo (português europeu) ou Acetato de metila  (português brasileiro), também conhecido como éster metílico de ácido acético ou etanoato de metilo/metila, é um líquido claro, inflamável, com um odor característico semelhante ao de algumas colas ou removedores de esmalte de unhas. O acetato de metila tem características muito similares ao acetato de etila, um composto de estrutura semelhante, porém mais comumente utilizado devido a sua menor toxicidade e menor solubilidade em água. Acetato de metila é ocasionalmente usado como solvente em colas e esmaltes de unhas, em reações químicas, e para extrações. Acetato de metila é um solvente não polar (lipofílico) e levemente polar (hidrofílico) e aprótico. Acetato de metila tem uma solubilidade de 25% em água a temperatura ambiente. À elevada temperatura, sua miscibilidade com água é muito mais alta. Acetato de metila não é estável na presença de bases ou ácidos fortes em soluções aquosas.

## Química
Acetato de metila é um éster sintetizado a partir de ácido acético e metanol na presença de ácidos fortes tais como o ácido sulfúrico (com o objetivo de absorver a água e deslocar o equilíbrio no sentido da produção do éster) numa reação de esterificação.
{\displaystyle \mathrm {CH_{3}COOH+CH_{3}-OH\rightarrow CH_{3}COO-CH_{3}+H_{2}O} }
Na presença de bases fortes tais como o hidróxido de sódio ou ácidos fortes como o ácido clorídrico ou sulfúrico é hidrolisado novamente a metanol e ácido acético, especialmente a temperatura alta.

## Aplicações
O acetato de metila é usado como solvente, por exemplo em tintas, vernizes e adesivos.

## Efeito em Seres Humanos
O acetato de metila é extremamente irritante para os olhos. Em altas concentrações, também pode causar irritação do trato respiratório, levando a sintomas como dor de cabeça, náuseas e irritação pulmonar. A ingestão em forma líquida irrita o trato digestivo superior, provocando náuseas e podendo ser absorvida pela corrente sanguínea.